# Euploea thomsoni
Euploea thomsoni är en fjärilsart som beskrevs av Kirby 1889. Euploea thomsoni ingår i släktet Euploea och familjen praktfjärilar. Inga underarter finns listade i Catalogue of Life.